# Demosthenesia fabulosa
Demosthenesia fabulosa är en ljungväxtart som först beskrevs av Herman Otto Sleumer, och fick sitt nu gällande namn av A. C. Smith. Demosthenesia fabulosa ingår i släktet Demosthenesia, och familjen ljungväxter. Inga underarter finns listade i Catalogue of Life.